# Gabriel de Borbó
Gabriel de Borbó i de Saxònia (Portici, 12 de maig de 1752 - San Lorenzo de El Escorial, 23 de novembre de 1788) va ser infant d'Espanya. Fill de Carles III, va destacar per la seva educació i cultura, com a traductor, mecenes, músic i col·leccionista.

## Biografia
Va néixer el 12 de maig de 1752 a Portici, al regne de Nàpols, com a príncep de Nàpols i de Sicília. Era fill de Carles VII de les Dues Sicílies, futur rei d'Espanya, i de la seva esposa Maria Amàlia de Saxònia.
Va rebre una esmerada formació cultural i intel·lectual, sota la direcció del seu preceptor, el sacerdot valencià Francesc Pérez Bayer, que el va instruir en l'estudi de les antiguitats i la llengua llatina, a més d'altres matèries com història, geografia, química o altres idiomes. L'infant era capaç de parlar italià, castellà, francès i alemany. A més, a banda de Pérez, va ampliar la seva formació amb José de Yegueri i Vicent Blasco, rector de la Universitat de València.
Als deu anys va rebre el collar de l'Orde del Toisó d'Or, i després de la mort del seu oncle, l'infant Felip, va heretar el priorat de l'Orde de Sant Joan de Jerusalem a Castella, confirmat en el càrrec pel papa el 2 de setembre de 1765. Va rebre també l'hàbit de la resta d'ordes militars.
Allunyat de la política, va dedicar-se a cultivar les arts i la literatura. Va ser mecenes i col·leccionista, fou afeccionat als enginys mecànics, a més de monedes i antiguitats –passió heretada del seu pare–, moltes de les quals van acabar al Museu Arqueològic Nacional d'Espanya. Va traduir al castellà les obres de Sal·lusti, que va publicar el 1772 a Madrid amb el suport de Gregori Maians, bibliotecari reial. El llibre constitueix un exemple d'erudició i una de les edicions d'antiquàries més belles de l'estat, que va fer també una important aportació a la lectura d'inscripcions fenícies. Destacà també pel seu gust musical.
D'altra banda, va conrear la pintura i el dibuix, va pintar tres quadres, una d'elles La veremadora, que va regalar al seu germà, el futur Carles IV, per decorar la Casita del Príncipe de l'Escorial. L'agost de 1784 va ser nomenat acadèmic d'honor de la Reial Acadèmia de Belles Arts de Sant Ferran, institució a la qual havia donat dos dibuixos de la seva autoria seguint models de Raffaello Sanzio. En agraïment al seu nomenament, l'infant va regalar una aiguada d'un alçat i planta d'un edifici, signat per ell mateix.
A partir de la mort de la seva esposa el 1788, amb només vint anys, a causa de la verola, l'infant va quedar profundament afectat i desconsolat. Probablement el fet d'haver estat al costat, va fer que es contagiés de la mateixa malaltia. Després de passar dies al llit, va morir a San Lorenzo de El Escorial el 23 de novembre de 1788, només 21 dies després de la mort de la infanta.

### Matrimoni i descendència
Va contraure matrimoni, el 1785, amb la infanta Maria Anna Victòria de Bragança, filla dels reis Maria I i Pere III de Portugal, i germana petita del Joan VI, primer a Lisboa el 12 d'abril, a Vila Viçosa el 8 de maig i, finalment, el 23 de maig a Aranjuez. Va tenir tres fills:
- Pere Carles (1786-1812)
- Maria Carlota (1787)
- Carles Josep Antoni (1788)

Per concessió del rei, es va concedir la prerrogativa que el seu fill Pere pogués ostentar el títol d'infant d'Espanya, que després va poder utilitzar el seu net, Sebastià Gabriel, però el rei va disposar que la resta de fills haurien de dur títols de comtes o ducs.